# Muhammad Shah Firdaus Sahrom
Muhammad Shah Firdaus Sahrom (né le 26 novembre 1995) est un coureur cycliste malaisien, spécialiste des épreuves de sprint sur piste.

## Biographie
En 2014, après avoir remporté la médaille de bronze de la vitesse individuelle aux Jeux de Malaisie, Muhammad Sahrom est contrôlé positif à la dexaméthasone, une substance interdite en compétition. Il est suspendu 18 mois par la Fédération malaisienne de cyclisme. En mai 2015, la suspension est ramenée à douze mois, de sorte que Sahrom est autorisé à courir à partir du 1er juin. La raison de la réduction de la pénalité est que l'athlète a été informé tardivement des résultats du laboratoire.
En août 2015, il remporte le keirin du GP d'Asie du Sud-Est, puis il gagne en octobre trois médailles d'or à la Taiwan Track Cup. En 2017, il termine troisième du keirin aux championnats d'Asie. À Los Angeles, lors de la quatrième manche de la Coupe du monde sur piste 2016-2017, il se classe troisième du Keirin. Au général de la Coupe du monde, il termine quatrième du classement général de la spécialité. Par la suite, il est considéré dans les journaux malais comme une « étoile montante du cyclisme sur piste » et le ministre malaisien des Sports, Khairy Jamaluddin, le félicite sur Twitter.
Aux Jeux asiatiques de 2018, il remporte la médaille d'argent en vitesse par équipes avec Azizulhasni Awang et Muhammad Fadhil Mohd Zonis. Aux championnats d'Asie de l'année suivante, il décroche trois médailles :  l'argent sur le keirin et le bronze en vitesse individuelle et par équipes (avec Amar Danial Masri et Muhamad Khairil Nizam Rasol). 

## Palmarès

### Jeux olympiques
- Tokyo 2020
  - 11e de la vitesse individuelle
  - 16e du keirin
- Paris 2024
  - 6e du keirin

### Championnats du monde
| Édition / Épreuve | Keirin | Vitesse individuelle | Vitesse par équipes |
| Hong Kong 2017    | 13e    |                      |                     |
| Apeldoorn 2018    | 19e    | 34e                  |                     |
| Pruszków 2019     | 20e    | 31e                  | 15e                 |
| Berlin 2020       |        | 13e                  |                     |

### Coupe du monde
- 2016-2017
  - 3e du keirin à Los Angeles

### Coupe des nations
- 2023
  - 2e du keirin au Caire
- 2025
  - Classement général du keirin
  - 1er du keirin à Konya

### Jeux du Commonwealth
| Édition / Épreuve | Keirin |
| Birmingham 2022   | Bronze |

### Championnats d'Asie
- New Dehli 2017
  -  Médaillé de bronze du keirin
- Jakarta 2019
  -  Médaillé d'argent du keirin
  -  Médaillé de bronze de la vitesse individuelle
  -  Médaillé de bronze de la vitesse par équipes
- New Delhi 2022
  -  Médaillé d'argent du keirin
  -  Médaillé d'argent de la vitesse par équipes
- New Delhi 2024
  -  Médaillé de bronze de la vitesse individuelle
- Nilai 2025
  -  Médaillé d'argent du keirin
  -  Médaillé de bronze de la vitesse individuelle

### Jeux asiatiques
- Jakarta 2018
  -  Médaillé d'argent de la vitesse par équipes

### Championnats nationaux
- Champion de Malaisie de vitesse par équipes : 2019